# NGC 2458
NGC 2458 ist eine elliptische Galaxie vom Hubble-Typ E-S0 im Sternbild Luchs am Nordsternhimmel. Sie ist schätzungsweise 616 Millionen Lichtjahre von der Milchstraße entfernt.
Das Objekt wurde am 20. Februar 1851 von Bindon Blood Stoney entdeckt.